# Ken Norris
Ken Norris, né Kenneth Wayne Norris à New York en 1951, est un écrivain, poète et professeur canado-américain. 

## Biographie
Ken Norris est un professeur émérite d'anglais de l'Université d'État de New York à Stony Brook. Il y enseigne la création littéraire, la littérature canadienne, la poésie américaine contemporaine et la poésie canadienne du 20e siècle,. 
Ken Norris obtient un baccalauréat ès arts de l'Université de Stony Brook en 1972 et une maîtrise ès arts de l'Université Concordia en 1975. Sa maîtrise portait sur F. Scott Fitzgerald. C'est un voyage d'une semaine et la poésie de Leonard Cohen qui l'amène à s'établir dans la métropole québécoise.    
Il poursuit des études doctorales sur la littérature canadienne à l'Université McGill. Sa thèse porte sur le rôle du magazine dans le développement du modernisme et du post-modernisme dans la poésie canadienne,. Il travaille alors en collaboration avec le professeur Louis Dudek.    
Au début des années 70, il commence à collaborer avec l'artiste en arts visuel Jill Smith, avec laquelle il écrit des poèmes en réponse à son art. Ils publient ensemble Vegetables chez Vehicule Press en 1975. Il devient membre de l'équipe éditoriale de cette maison d'édition en 1975 et l'un des directeurs en 1977.    
C'est lorsqu'il émigre au Canada au début des années 70 qu'il devient membre du groupe montréalais Vehicule poets. Ce mouvement regroupe, incluant Norris, les poètes Artie Gold, Stephen Morrissey, John McAuley, Tom Konyves, Endre Farkas et Claudia Lapp,.   
Norris fonde, durant cette même période, CrossCountry magazine avec Jim Mele, en plus de créer la maison d'édition CrossCountry Press. Le magazine paraît de 1975 à 1983 et présente autant de la poésie canadienne qu'américaine. La maison d'édition a quant à elle produit 23 livres dont certains ouvrages de Norris: Report on the Second Half of the Twentieth Century en 1977, Under The Skin en 1978 et Autokinesis en 1980.  Ken Norris a édité plusieurs anthologies de poésies et de critiques, dont The insecurity of Art en 1982 en collaboration avec Peter Van Toorn.   
En 1982, dans son essai The Beginnings of Canadian Modernism, Norris suggère que les petits magazines sont devenus «le terreau» de l'influence du modernisme dans la littérature canadienne,.   
DansTo sleep, to love, paru en 1982, Norris explore l'intimité à travers des poèmes rythmés par la quotidienneté.   
Ken Norris effectue une résidence d'écrivain à l'Université McGill entre 1983 et 1984 et devient citoyen canadien l'année suivante. C'est en 1985 qu'il quitte Montréal pour débuter une carrière de professeur de littérature canadienne à l'Université du Maine.   
Il contribue au journal Literary Review of Canada (en). Il a enseigné à l'Université Concordia, au collège Dawson et à la Western university au cours de sa carrière.   
Hôtel Montréal, traduit de l'anglais par le poète québécois Pierre Dessureaux et paru chez le Noroît, présente des poèmes publiés par Talonbooks en 2001,.

## Œuvres

### Poésie
- Vegetables, en collaboration avec Jill Smith, Montréal,1975  (ISBN 0-919890-00-8)
- Under the skin, Montréal, CrossCountry Press, 1976, 23 p. (ISBN 0-916696-00-6)
- Montréal: english poetry of the seventies, en collaboration avec André Farkas, Montréal, Véhicule Press, 1977 (ISBN 0919890121)
- Proverbsi, en collaboration avec Tom Konyves, Montreal, Asylum Pub., 1977, 15 p. (ISBN 0920320015)
- The perfect accident, Montréal, Vehicule press, 1978, 72 p.
- Eight odes, avec des illustrations de Nancy Smith, Sainte Anne de Bellevue, Muses' Co., 1982, 32 p. (ISBN 0919754007)
- To sleep, to love, Montréal, Guernica Editions, 1982, 63 p. (ISBN 0919349137)
- Whirlwinds, Montréal, Guernica, [1984], 1983, 92 p. (ISBN 0919349412)
- The better part of heaven: Pacific writings, Toronto: Coach House Press, 1984, 135 p. (ISBN 0-88910-273-2)
- Islands, Kingston (Ont.), Quarry Press, 1986, 123 p. (ISBN 0-919627-05-6)
- In the spirit of the times, Ste-Anne de Bellevue, Muses' Co., 1986, 41 p. (ISBN 0919754066)
- Report on the second half of the twentieth century: books 1-4, Montréal, Guernica,1988, 95 p. (ISBN 0919349846)
- Alphabet of desire, Toronto, ECW Press, cop. 1991, 70 p. (ISBN 1-55022-148-5)
- In the house of No, introduction by Louis Dudek, Kingston (Ont.), Quarry Press, 1991,90 p. (ISBN 1550820079)
- Report on the second half of the twentieth century : books 8-11, Dorion, Muses' Co., cop. 1992, 112 p. (ISBN 0-919754-39-2)
- Full sun: selected poems, édité avec une introduction de Bruce Whiteman, Dorion, The Muses' Company,1993, 129 p. (ISBN 0-919754-52-X)
- Vehicule days: an unorthodox history of Montreal's Vehicule Poets, Montréal, NuAge Editions, 1993, 190 p.  (ISBN 0-921833-11-3)
- The book of false return, Montreal : Dept. of Rare Books and Special Collections, McGill University Libraries, 1994, 21 p.
- The music, Toronto, ECW Press, 1995, 104 p. (ISBN 1-55022-260-0)
- Odes, Coach House Books, 1997,
- Limbo road, Burnaby (B.C.), Talonbooks, 1998, 159 p. (ISBN 0-88922-401-3)
  - La route des limbes,  traduction de Pierre Des Ruisseaux, Trois-Rivières, Écrits des Forges, 2003, 242 p  (ISBN 9782890468290)[17]
- Report on the second half of the 20th century : books 12-15, Winnipeg, The Muses' Co., 2000, 95 p. (ISBN 1-896239-66-8)
- Songs For Isabella, above/ground press, 2000
- Hotel Montreal: new and selected poems, Vancouver, Talonbooks, 2001, 150 p. (ISBN 0-88922-456-0)
  - Hôtel Montréal, traduit de l'anglais par Pierre DesRuisseaux, Montréal, Éditions du Noroît, 2005, 133 p.
- The way life should be, Toronto, Wolsak and Wynn, 2002, 87 p. (ISBN 0919897851)
- Fifty, Vancouver, Talonbooks, 2003, 95 p. (ISBN 0-88922-479-X)
- Dominican moon, Vancouver, Talonbooks, 2005, 143 p.  (ISBN 0-88922-526-5)
- Going Home, Vancouver, Talonbooks, 2007, 192 p. (ISBN 9780889225732)
- Report on the 2nd half of the twentieth century: books 16-22, Winnipeg, J. Gordon Shillingford Pub., 2005, 240 p. (ISBN 9780920486757)
- Asian Skies, Vancouver, Talonbooks, 2010, 128 p.,  (ISBN 9780889226333)
- Floating up to zero, Vancouver, Talonbooks, 2011, 127 p.  (ISBN 9780889226593)
- The weight, Toronto, Buffalo, Lancaster (U.K.), Guernica, 2015, 95 p.  (ISBN 9781550719697)
- South China sea: a poet's autobiography, Toronto; Chicago; Buffalo, Lancaster (U.K.), Guernica Editions, 2021, 181 p. (ISBN 9781771835732)

### Essais
- Canadian poetry I, en collaboration avec Marianne Stenbaek-Lafon, Montréal, McGill University, 1978, 57 p. (ISBN 0771702787)
- A Special Montreal and Quebec issue, Winnipeg, Territories Pub, 1978, 56 p.
- The Insecurity of art: essays on poetics, Montréal, Véhicule Press, 1982, 159 p.  (ISBN 0919890431)
- The Little magazine in Canada, 1925-80: its role in the development of modernism and post-modernism in Canadian poetry Toronto, ECW Press, 1984, 203 p. (ISBN 0920802532)
- A new world: essays on poetry and poetics, Montreal, Empyreal Press, 1994, 63 p. (ISBN 0921852-06-1)